# Festival de Domaize
Le Festival de Domaize est un festival de musiques actuelles, créé en 2003. Il est organisé par l'association "Do Mais En Corps", et se déroule sur la commune de Domaize dans le Puy-de-Dôme (France).
Il a pour objectif le développement des offres musicales en milieu rural.
Le Festival de Domaize se compose d'une journée thématique gratuite et d'une soirée payante de concerts en plein air.

## Éditions précédentes
- 2014 : Maniacx, Tambour battant, L'Animalerie (DJ FLY feat Anton Serra), Comausaure
- 2013 : Hell's Stripers, Breaking Strain, DJ Moule orchestra, CQRSA, The Marshals, The rooms, Opium du peuple.
- 2012 : Art district, Doctor Flake, Elisa do Brasil, Under Kontrol, Orfaz, Signal2, Freek, Nöd, Galaktyk et Sultan.
- 2011 : Shaka Ponk, Assassin, Lilea Narrative, Nasser, Scratch Bandits Crew, ligOne, Lexicon, The Toxic Avenger
- 2010 : DJ Shadow, Chinese Man, Zenzile, Missill, découverte régionale :  Sly de Bruix.
- 2009 : High Tone, Puppetmastaz, DJ Vadim, Loo & Placido, Matthew MacAnuff, découverte régionale :  La Connecta.
- 2008 : DJ Krush, Beat Assailant, Sayag Jazz Machine, Beat Torrent, découverte régionale :  Brothel Gruff.
- 2007 : Wax Tailor, Hocus Pocus Feat. C2C, Burning Heads, Interlope, Gwarana, Capitaine Sly de Bruix
- 2006 : Jim Murple Memorial, Positive Roots Band, Watcha Clan, Fiazco Beach, Casualty
- 2005 : Les 100 Grammes de Têtes, Nârâyana, Idem, Lhasa, La Mission D'Arthur Le Dur
- 2004 : Dub Incorporation, Whit Weed, W5!, Les Tambours des Ancêtres
- 2003 : Waskarnaj', Fiesta Modicus, Fou le feu